# Miguel Torga

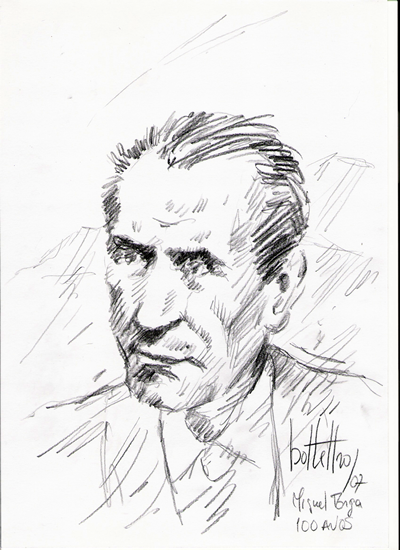
Miguel Torga

Miguel Torga, pseudoniem van Adolfo Correia da Rocha (Trás-os-Montes, 12 augustus 1907 - Coimbra, 17 januari 1995) was een Portugese schrijver en poëet. Hij wordt beschouwd als een van de grootste Portugese schrijvers van de twintigste eeuw.

## Biografie
Miguel Torga werd als Adolfo Rocha Correira in de provincie Trás-os-Montes geboren. Zijn vader, Francisco Rocha Correira, was een eenvoudige arbeider die niet wilde dat zijn zoon hetzelfde werk als zijn vader ging doen, stelde hem voor de keuze: toe te treden tot het seminarie of naar Brazilië gaan. Torga koos voor het eerste en trad in 1918 tot het seminarie. Na verloop van tijd kwam hij erachter dat hij geen priester wilde worden en emigreerde in 1920 naar Brazilië. Daar werkte hij op de boerderij van zijn oom, die zijn opleiding aan het gymnasium financierde.
In 1925 keerde hij terug naar Portugal, voltooide daar de middelbare school en begon vervolgens een medische studie aan de universiteit van Coimbra. 

## Publicaties

### Poëzie
- 1928 - Ansiedade.
- 1930 - Rampa.
- 1931 - Tributo.
- 1932 - Abismo.
- 1936 - O Outro Livro de Job.
- 1943 - Lamentação.
- 1944 - Libertação.
- 1946 - Odes.
- 1948 - Nihil Sibi.
- 1950 - Cântico do Homem.
- 1952 - Alguns Poemas Ibéricos.
- 1954 - Penas do Purgatório.
- 1958 - Orfeu Rebelde.
- 1962 - Câmara Ardente.
- 1965 - Poemas Ibéricos.

### Proza
- 1931 - Pão Ázimo.
- 1931 - Criação do Mundo.
- 1934 - A Terceira Voz.
- 1937 - Os Dois Primeiros Dias.
- 1938 - O Terceiro Dia da Criação do Mundo.
- 1939 - O Quarto Dia da Criação do Mundo.
- 1940 - Bichos.
- 1941 - Contos da Montanha.
- 1942 - Rua.
- 1943 - O Senhor Ventura.
- 1944 - Novos Contos da Montanha.
- 1945 - Vindima.
- 1951 - Pedras Lavradas
- 1974 - O Quinto Dia da Criação do Mundo.
- 1976 - Fogo Preso.
- 1981 - O Sexto Dia da Criação do Mundo.
- 1982 - Fábula de Fábulas.

### Theater
- 1941 - "Terra Firme" e "Mar".
- 1947 - Sinfonia.
- 1949 - O Paraíso.
- 1950 - Portugal.
- 1955 - Traço de União.

- Bibsys: 90263149
- Biblioteca Nacional de España: XX918778
- Bibliothèque nationale de France: cb11926830v (data)
- Catàleg d'autoritats de noms i títols de Catalunya: 981058515142606706
- CiNii: DA04511260
- Gemeinsame Normdatei: 118802569
- International Standard Name Identifier: 0000 0001 2103 8532
- Library of Congress Control Number: n83017664
- Nationale Bibliotheek van Letland: 000043159
- MusicBrainz: 838d9658-83ab-4319-a176-7bfa5455dd94
- Bibliotheek van het Japanse parlement: 00458947
- Nationale Bibliotheek van Tsjechië: kup20000000102316
- Nationale bibliotheek van Australië: 36524171
- Nationale Bibliotheek van Israël: 987007302702105171
- Nationale Bibliotheek van Polen: a0000001143819
- Nationale en Universitaire bibliotheek Zagreb: 000187712
- Nederlandse Thesaurus van Auteursnamen: 069953910
- Réseau des bibliothèques de Suisse occidentale: 02-A000162988
- Istituto Centrale per il Catalogo Unico: CFIV041412
- Système universitaire de documentation: 027515907
- Trove: 1271777
- Virtual International Authority File: 111131361
- WorldCat: E39PBJjxy8Gg3WCdYMRF3VWkXd